# Batalla de Guandu
La batalla de Guandu (官渡之戰) fue una batalla del período de los Tres Reinos de la historia de China. Tomó lugar en las cercanías del río Amarillo en el 200. Fue una victoria crucial del señor de la guerra Cao Cao (155-220) derrotó a su rival Yuan Shao (154-202) pasando a controlar gran parte del norte de China.

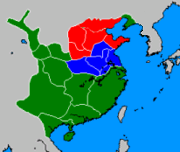
Territorios de Yuan Shao (rojo) y de Cao Cao (azul) durante la batalla.

La batalla comenzó con una ofensiva de Cao Cao contra la ciudad de Boma a orillas del río Amarillo, viéndose posteriormente obligado a retroceder hasta su base en Guandu debido a la contraofensiva enemigo lanzada desde Ye.
Inicialmente los generales de Yuan Shao avanzaron contra la base de Cao Cao asediándola sin lograr romper sus defensas. Durante la batalla Xu You, general de Yuan Shao se pasó al bando de Cao Cao y le informó que el almacén de suministros estaba en Wuchao defendido por el general Chunyu Qiong. La caballería de Cao Cao quemó el almacén, matando a todos sus defensores, excepto a su comandante al que enviaron como mensajero ante Yuan Shao quien enfurecido ordenó ejercutarlo. Las tropas de Cao Cao regresaron rápidamente a su fortaleza.
Tras esto en el ejército de Yuan Shao empezó a caer la moral. Entonces fue que Guo Tu, un estratega de Yuan Shao envió un mensajero ordenando a los generales Zhang He y Gao Lan, los que enfurecidos se cambiaron de bando. Lo que desmoralizó todavía más y fue entonces cuando Cao Cao lanzó su contra a sus tropas y destruyó a gran parte de las fuerzas sitiadoras, forzando a los sobrevivientes a retroceder cruzando el río Amarillo.